# Villa Morsiani

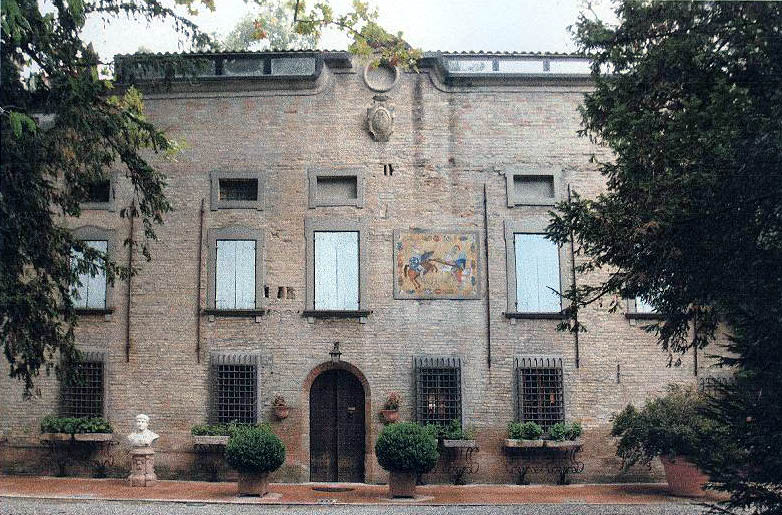
Villa Morsiani in Bagnara di Romagna

Die Villa Morsiani ist ein Landhaus aus der ersten Hälfte des 15. Jahrhunderts in Bagnara di Romagna in der italienischen Region Emilia-Romagna. Es liegt in der Via Pigno 16-18. Sie gehörte der alten Familie der Grafen Morsiani aus der Romagna, die dort seit seinem Bau lebte.

## Geschichte
Das Landhaus ließen die Grafen Morsiani Anfang des 15. Jahrhunderts als Festes Haus errichten. Bezeugt sind unüblich dicke Mauern (bis zu 2 Metern), zahlreiche Schießscharten für Bogenschützen, auch für Kreuzschüsse, die Barbakanen und Fenstergitter aus dem 15. Jahrhundert.
Die Ursprünge der Familie, Patrizier aus Ravenna, sind sehr alt; sie berufen sich sogar auf einen gewissen Mario Scoto (Marius Scotus), der 773 zusammen mit Karl dem Großen nach Italien kam, um die Langobarden zu bekämpfen, und Stammvater des Hauses Maresotti wurde. Die Marescotis, die Herren von Bagnacavallo, vermischten sich im Laufe der Jahrhunderte mehrmals mit den Morsianis, bis sie schließlich ihren Familiennamen an den der Morsianis anfügten. Der direkte Stammvater des Hauses, Morsiano „Fortebraccio“ Morsiani, nahm im 14. Jahrhundert am „Kreuzzug gegen die Bürger von Forlì“ teil und kämpfte zusammen mit dem berühmten Condottiere der Romagna, Alberico da Barbarino, 1379 gegen die englischen Söldner in der siegreichen Schlacht von Marino (einer Kleinstadt in der Nähe von Rom) zur Verteidigung des Papstes Urban VI. und gegen die Einsetzung des Gegenpapstes Clemens VII.
Ab dem 18. Jahrhundert, als die Lehenskriege und religiösen Kriege beendet waren, ließen die Grafen Morsiani die Villa in eine ländliche Adelsresidenz umbauen. Aus dieser Zeit stammt die Familienkapelle im Inneren des historischen Wohngebäudes. Der weitläufige Park, der die Villa umgibt, und die zahlreichen Statuen aus Sandstein aus dem Gebiet von Vicenza, die auf der Umfassungsmauer und im Inneren des Gartens aufgestellt wurden, stammen aus der Mitte des 18. Jahrhunderts. Die Innenräume bezeugen die Jahrhunderte alten kulturellen, künstlerischen und historischen Interessen der Familie: Dort sind Möbel und Einrichtungsgegenstände aus dem 14. bis 18. Jahrhundert von besonderer historisch-künstlerischen Bedeutung erhalten, mehr als 16 offene Kamine aus verschiedenen Epochen, darunter einer aus dem 15. Jahrhundert und ein weiterer aus dem 16. Jahrhundert, einer der großartigsten in der Region, der einen ganzen Raum ausfüllt. Die Familienbibliothek, die reich an verschiedenen Inkunabeln und Büchern aus dem 16. Jahrhundert ist, umfasst mehr als 25.000 Bände. Die Decken im ersten Obergeschoss sind vollständig mit Fresken und Temperamalereien des berühmten Künstlers Felice Giani aus dem Faenza des 18. Jahrhunderts und seiner Werkstatt bedeckt.
In der Familienkapelle und in den Repräsentationssälen und -salons sind bedeutende sakrale, figürliche Kunstwerke erhalten, wie z. B. eine Holzskulptur aus dem 14. Jahrhundert von natürlicher Großartigkeit, die den gekreuzigten Christus, einen auf Holz gemalten Christus aus dem 14. Jahrhundert (venezianisch-höfische Schule), ein Goldgrund aus Siena vom Beginn des 15. Jahrhunderts, auf dem die Madonna mit Kind abgebildet ist, ein Tempera auf Holz von Innocenzo Francucci, das die Heilige Familie darstellt, sowie diverse Werke Bologneser Schule aus dem 16. und 17. Jahrhundert, darunter ein Ölgemälde auf Leinwand, das Annibale Carracci und Guercino zugeschrieben wird. Darüber hinaus sind Gemälde aus der Schule der Romagna und der venezianischen Schule des 17. und 18. Jahrhunderts erhalten, darunter eine „Anbetung der Magier“ von Giovanni Battista Tiepolo und die Bronzeskulptur des „Mannes auf dem Grabtuch“, ein Werk des Bildhauers ‚‚Luigi Enzo Mattei‘‘, eine dreidimensionale Abbildung von Jesus Christus, wie sie im sehr berühmten Turiner Grabtuch erscheint. Imposant ist die Sammlung der alten Gravuren (Stichel, Holzschnitte, Radierungen, Chromolithographien), die über 500 Stücke enthält, darunter 48 originale Werke von Albrecht Dürer und weitere von Martin Schongauer, Andrea Mantegna, Marcantonio Raimondi, Lucas Cranach dem Älteren, Jacques Callot, Rembrandt, ‚‚Carracci‘‘, Guido Reni, Simone Cantarini, Piranesi und Goya.
Das historische Wohnhaus und die anderen, wertvollen Immobilien, die den Nachlass ausmachen, wurden im Auftrag der Eigentümer, die dort heute noch wohnen, in den 1970er-Jahren und im ersten Jahrzehnt des 21. Jahrhunderts restauriert.

## Der Park

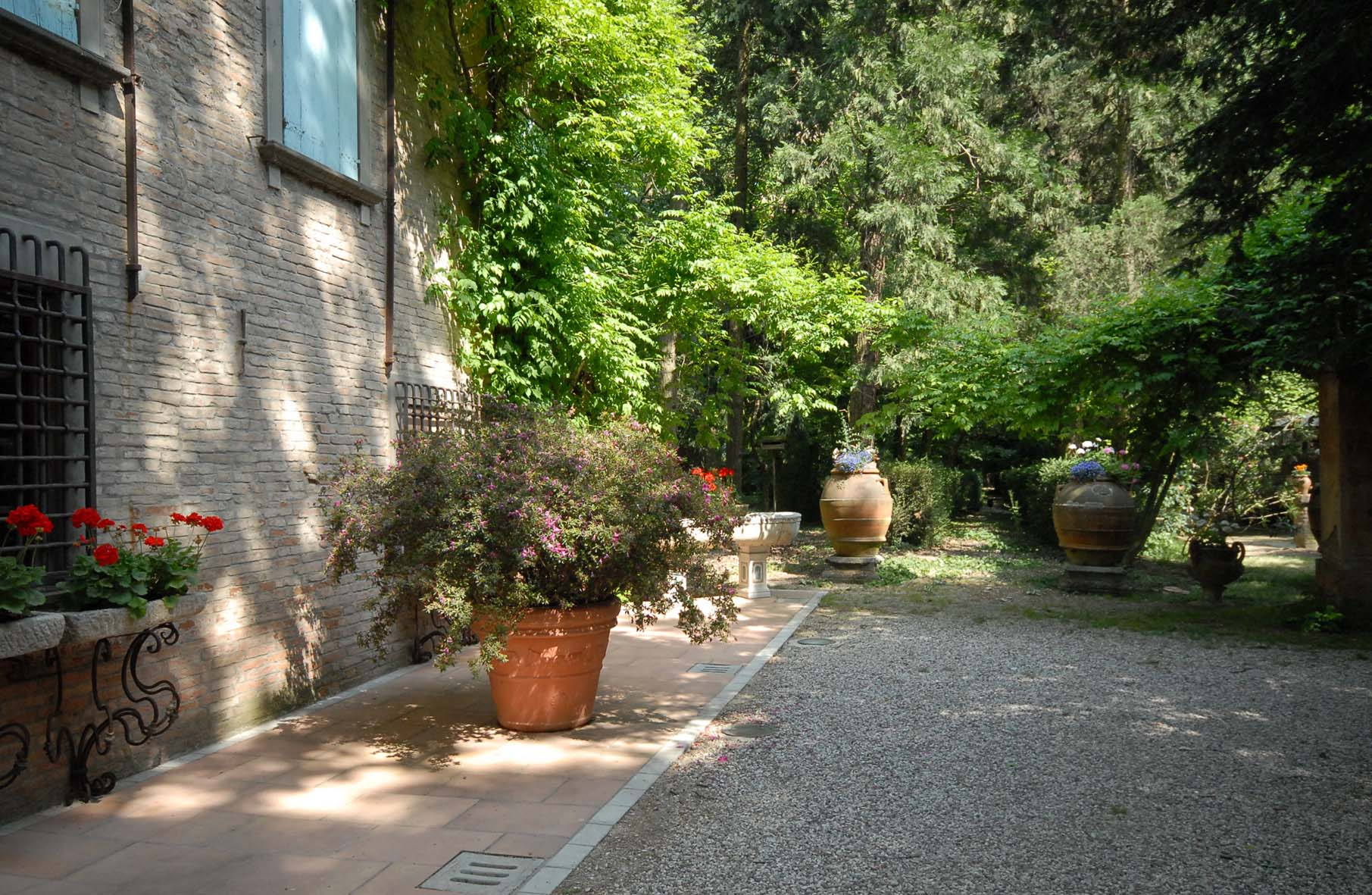
Villa Morsiani: Im Hintergrund der Jahrhunderte alte Wald

Der Bosco Morsiani ist der Park, der die Villa umgibt; es ist vermutlich der letzte Primärwald in der Provinz Ravenna. Er ist reich an Jahrhunderte alten Baumarten und von einer weiten, alten Mauer umgeben, die von alten Sandsteinstatuen aus dem 18. Jahrhundert gesäumt wird. Dort wachsen viele große Bäume, die als eigentliche „grüne Monumente“ angesehen werden. Darunter ist besonders eine Eiche zu erwähnen, die 35 Meter hoch und 400 Jahre alt ist, ebenso wie weitere Jahrhunderte alte Eichen mit 25–30 Meter Höhe und eine Schwarzpappel mit 40 Meter Höhe. Von absolutem botanischen Interesse sind die vielen autochthonen Laubbäume und einige kolossale, Jahrtausende alte Olivenbäume, die perfekt akklimatisiert und dennoch produktiv sind. Im Bosco Morsiani vermehren sich natürlich und seit langer Zeit verschiedene Tierarten, wie z. B. Igel, Eichhörnchen, insekten- und kornfressende Vögel, darunter Nachtigallen, Finken, Kohlmeisen, Fasane, Krähen, Eulen, die Zwergohreule, Habichte, Kuckucke und Spechte.

## Die Bernhardiner und dieFondazione Internazionale „Antonio Morsiani“für Studien über Hunde
Im Park des Landhauses gibt es eine berühmte Zucht von Bernhardinern, die in der gesamten Welt der Hundeliebhaber bekannt und ein großes Hobby der Familie ist; außerdem ist dort der Sitz der Fondazione Internazionale „Antonio Morsiani“ für Studien über Hunde, die 1996 gegründet wurde und einzigartig für die Kultur und die wissenschaftlichen Studien über Hunde ist. Die Zuchtstation, die 1939 von Dott. Antonio Morsiani gegründet wurde und als älteste und bedeutendste für Bernhardiner in der Welt gilt, heißt Del Soccorso (dt.: Zur Erleichterung), weil dies im 18. Jahrhundert der Name der Villa war, die schon von Jahrhunderten in der Nähe eines (immer noch existierenden) Heiligtums errichtet wurde, der Madonna del Soccorso geweiht wurde und aus dem 18. Jahrhundert stammt.

## Bildergalerie

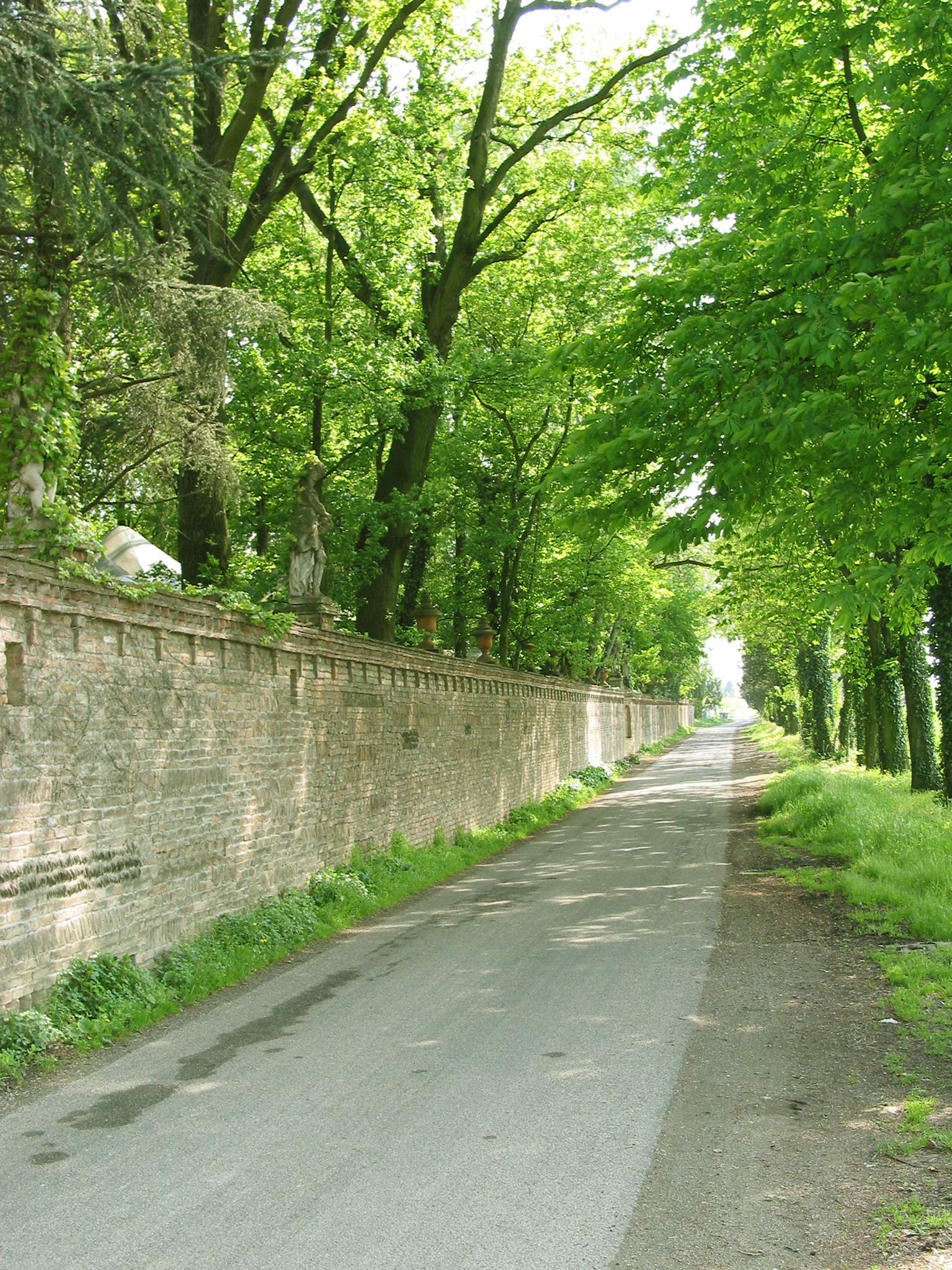
Detail der Umfassungsmauer aus dem 15. Jahrhundert
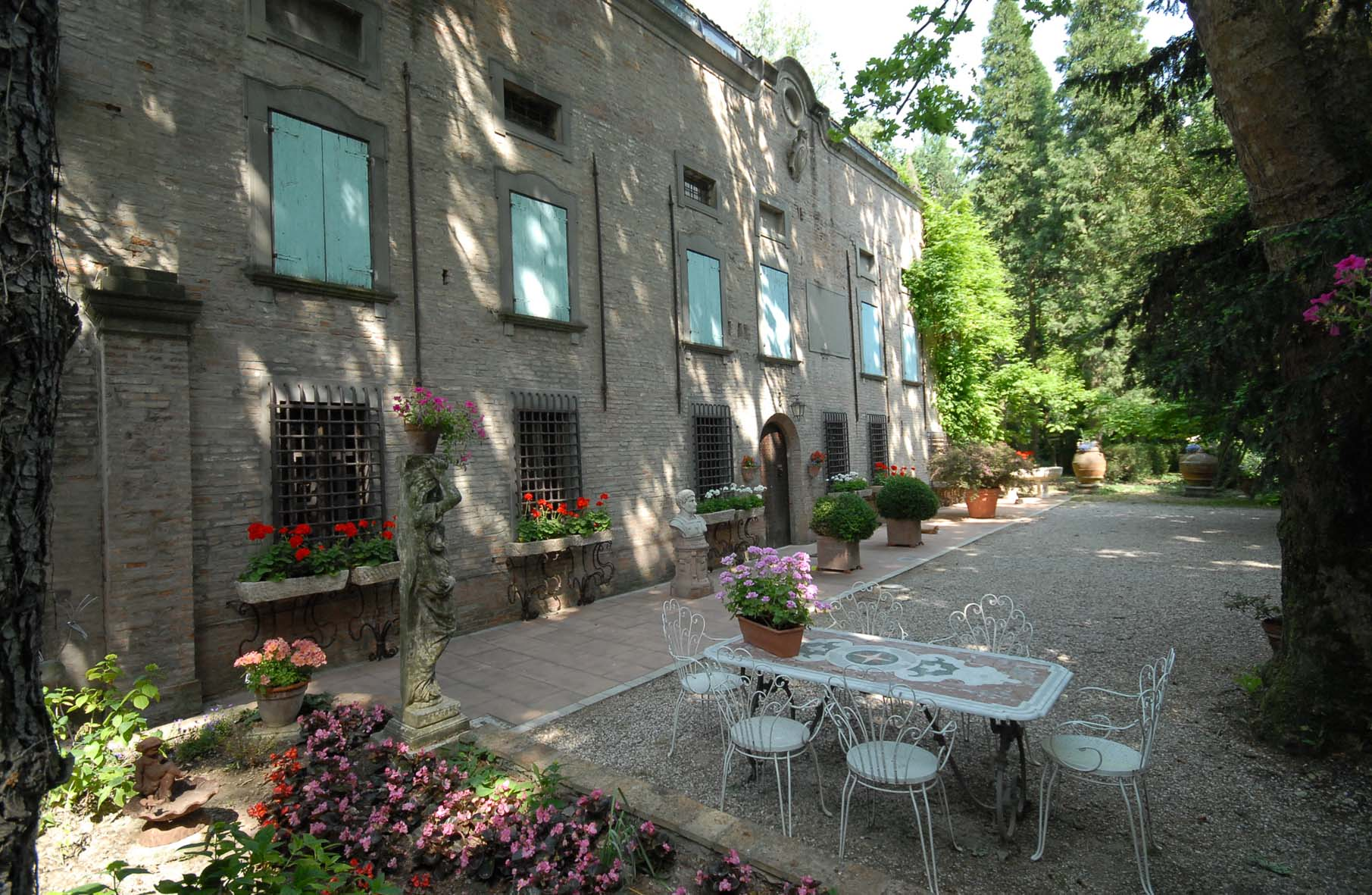
Blick auf den Südwestflügel und den Garten
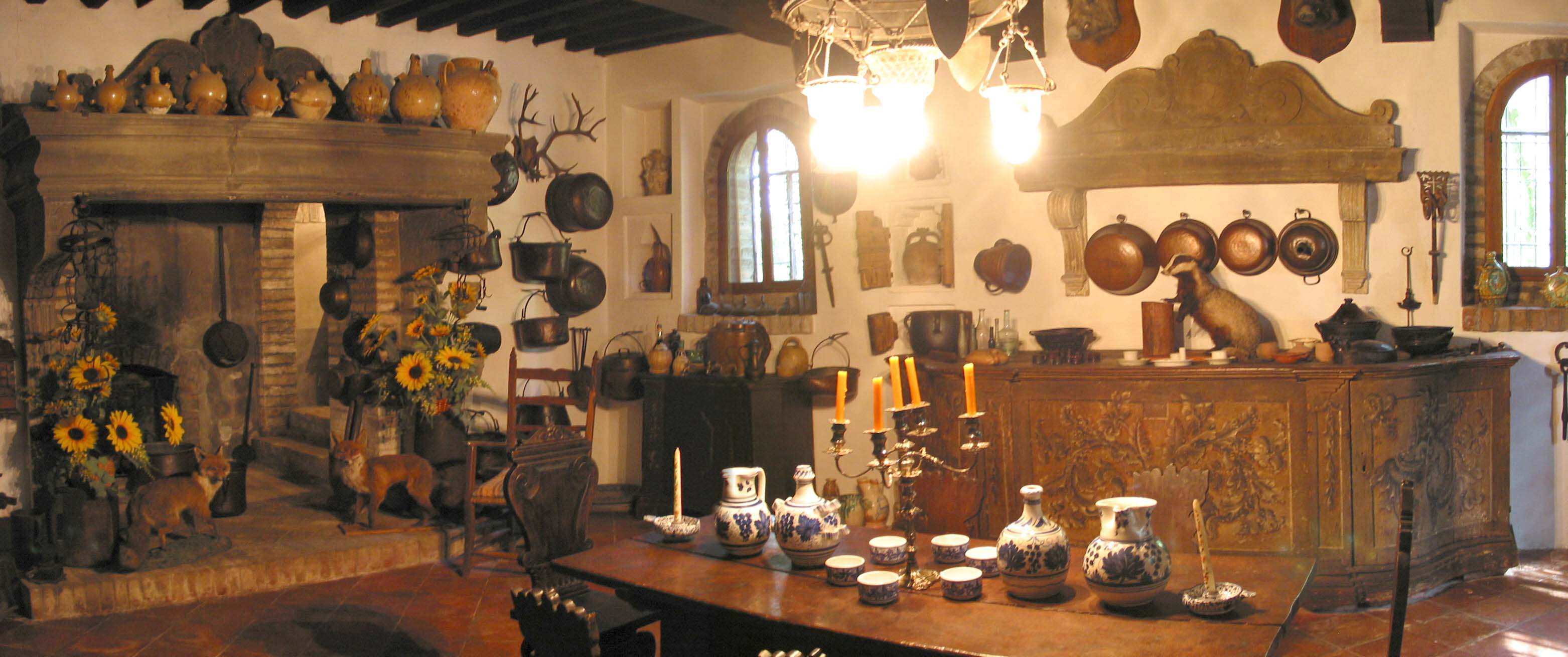
Mittelalterlicher Saal mit dem „Camino stanza“ (dt.: Offener Kamin, der den ganzen Saal einnimmt) aus dem 16. Jahrhundert
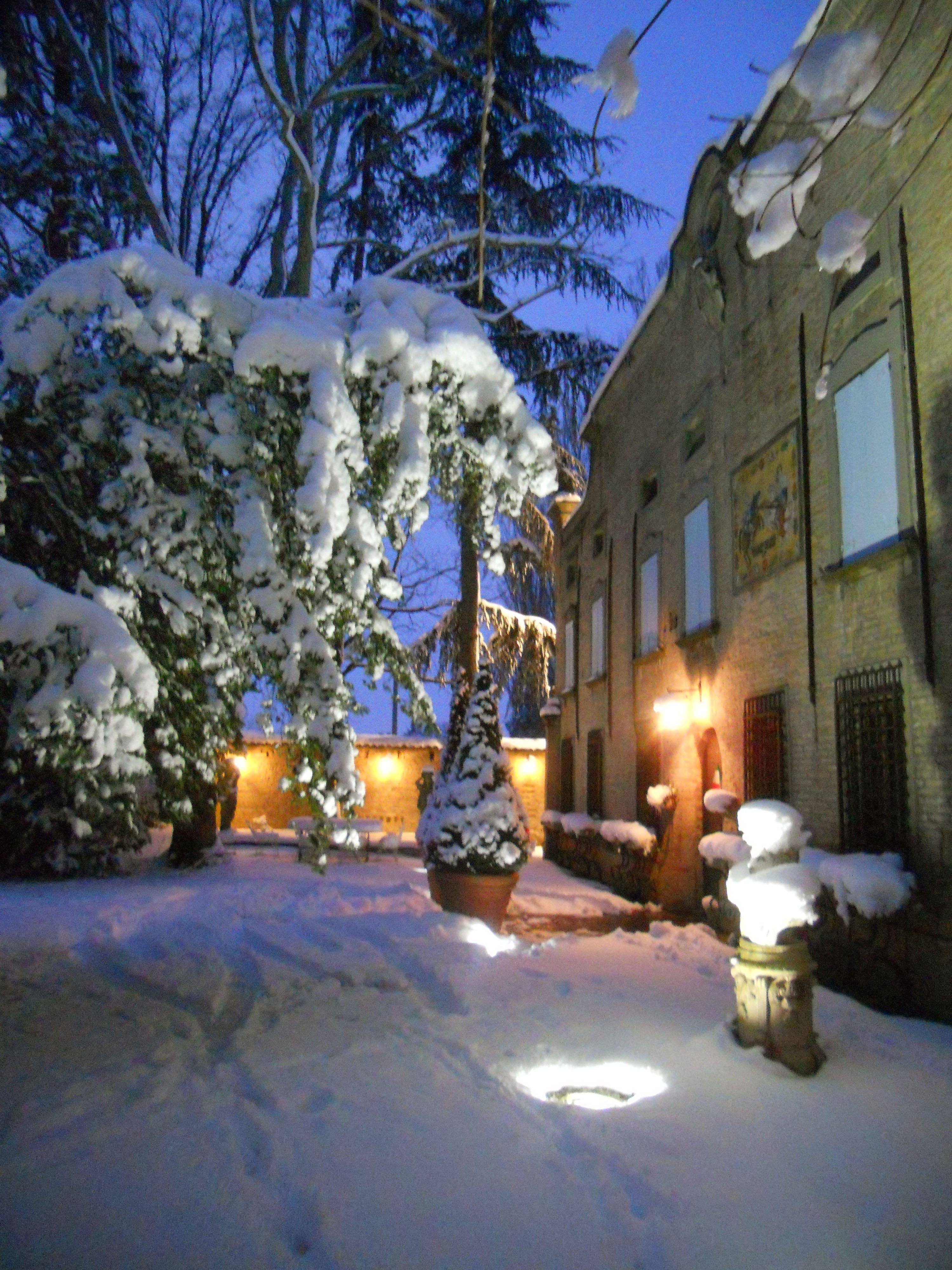
Fassade im Winter bei Nacht
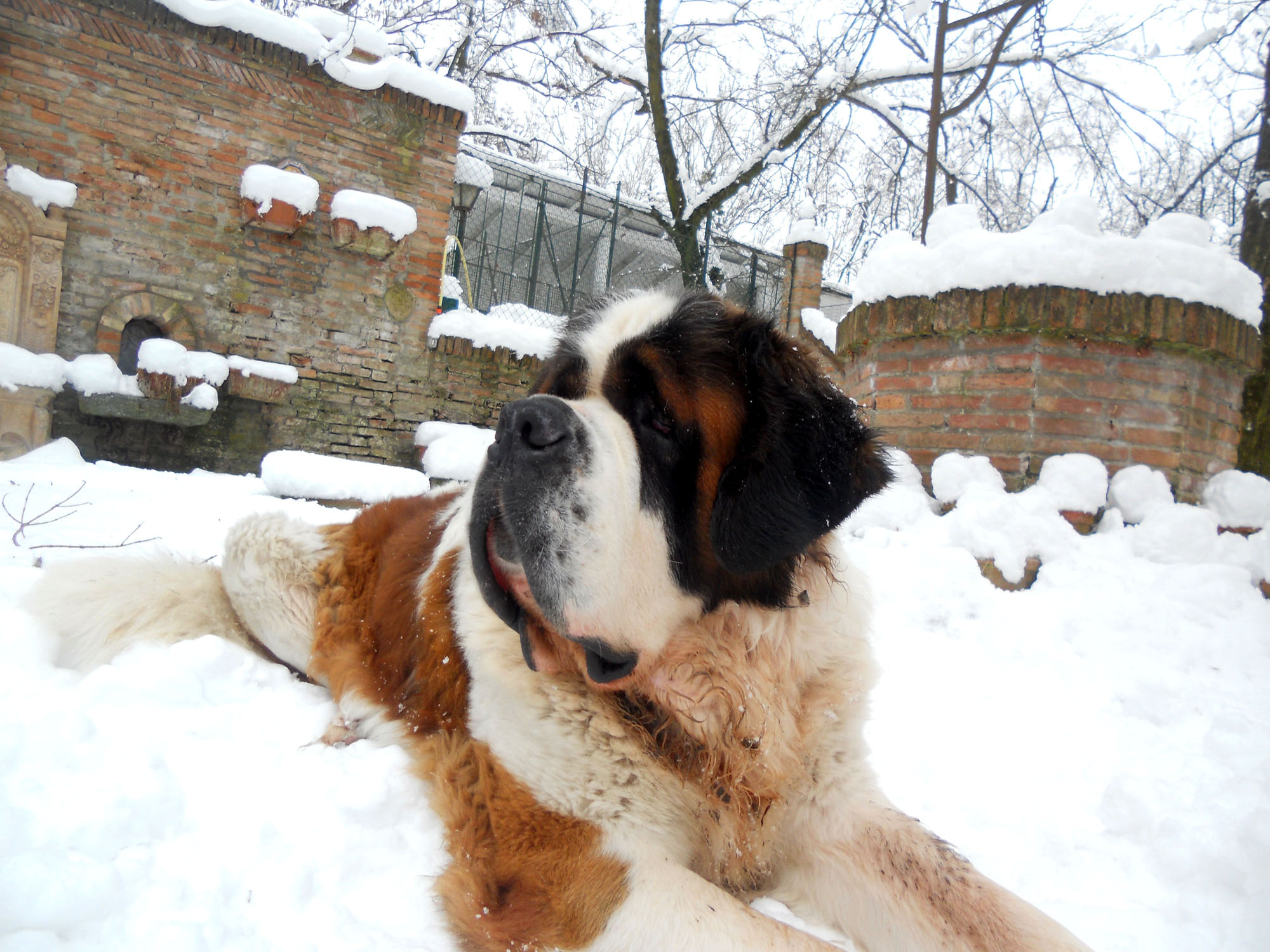
Einer der bekannten Bernhardiner aus der Zucht „Del Soccorso“